# 高中經典文化教材
《高中經典文化教材》為2010年臺灣臺北市立建國高級中學學生改編屈原〈漁父〉而成的YouTube幽默動畫。

## 內容及發想
此動畫描述屈原因不合群、不支持君主買包包被流放後，在江邊遇到假扮漁父的皮包推銷員，漁父推銷失敗後偷走屈原的皮包，屈原為追回而失足溺死。整體以幽默方式詮釋屈原〈漁父〉，並加入街頭強迫推銷情節。
此動畫為藝術生活科作業，參與製作者包含黃子杰、黃科翰、溫承諺、唐寬、王啟暐、甘明玄等人，皆為高三學生。為漁父配音的黃子杰表示課程開始時並無想法，是隨手翻閱國文課本、看到屈原文章才決定改編。

## 沿革
2010年12月31日此動畫由用戶MihailSeiko上傳到YouTube。2011年1月4日此動畫獲得近一萬兩千次的點擊，受網友歡迎並成為本土現象級迷因，流行臺詞包含「水好髒！洗腳腳～洗腳腳～」、「拿啦拿啦拿啦」等，也有網友以人力VOCALOID程式改編、搭配動畫歌曲並上傳新影片，自推出後每年端午節都有網友分享此動畫、回顧青春。
2019年6月7日此動畫在YouTube上之播放次數超過280萬次。2021年5月13日時此動畫被發現封鎖，網友推測與片尾曲使用X JAPAN的紅、為SME版權內容有關，在臺灣無法觀看，同一日此影片之播放次數達312萬次。同年6月10日時此動畫由用戶MihailSeiko重新上傳，原本的片尾曲及工作人員名單被換成另一個網路迷因統神端火鍋，而原片於2022年時解鎖。

## 評論
本作業之指導老師陳妍依表示，此動畫安排、繪圖仍待加強，但由於劇情融入強迫推銷之共同經驗，遂能引發觀眾共鳴，效果與「笑果」兼具。

## 外部連結
- YouTube上的高中經典文化教材
- YouTube上的高中經典文化教材 (重新上傳）